# Leptarrhena
Leptarrhena là một chi thực vật có hoa trong họ Saxifragaceae.